# Centrale Commissie voor de Rijnvaart

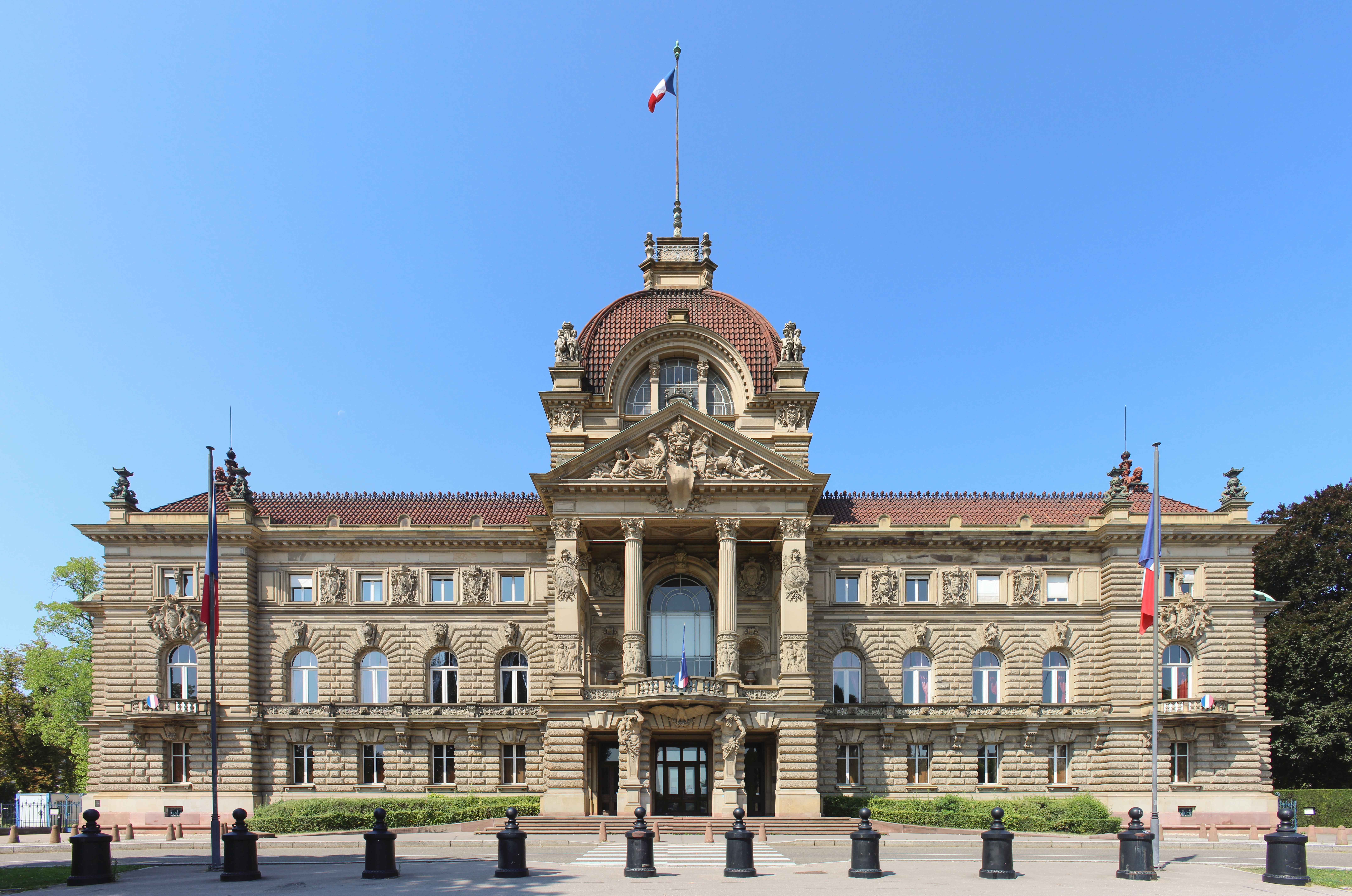
Het Paleis du Rhin in Straatsburg, de thuishaven van de CCR sinds 1920.

De Europese welvaart is mede gebaseerd op de vrije scheepvaart op de Rijn. Na de nederlaag van Napoleon is op het Congres van Wenen van 1815 het beginsel van de vrijheid van scheepvaart op de internationale vaarwateren vastgelegd. Daarbij werd ook de Centrale Commissie voor de Rijnvaart (CCR) ingesteld. De CCR telt vijf lidstaten: België, Duitsland, Frankrijk, Nederland en Zwitserland. In de nasleep van de Eerste Wereldoorlog werd in 1920 de zetel verplaatst van het Duitse Mannheim naar het Franse Straatsburg.

## Taak en uitvoering
De Commissie kreeg opdracht een reglement op te stellen om die scheepvaart op de Rijn juridisch en praktisch in goede banen te leiden. In deze CCR kunnen vanaf die tijd de oeverstaten beraadslagen over alle vragen de scheepvaart betreffend (aldus aanhangsel 16B van de slotakte van het Congres van Wenen). De eerste vergadering vond plaats op 15 augustus 1816 te Mainz. Op 31 maart 1831 werd de Akte van Mainz, de eerste Rijnvaartakte, aangenomen, waarin uniforme juridische principes voor de Rijnvaart waren vastgelegd (met talrijke politievoorschriften). De CCR werd daarmee de eerste intergouvernementele organisatie.

## Akte van Mannheim
Na de stormachtige industriële ontwikkelingen in de tweede helft van de 19e eeuw werd het noodzakelijk de ontwikkelingen van de Rijnvaart op technisch, economisch en politiek gebied vast te leggen in een nieuw verdrag. Op 17 oktober 1868 werd dat verdrag vastgesteld als Herziene Rijnvaartakte (Akte van Mannheim). Bijna 100 jaar later was dat nog een keer nodig en werd op 17 oktober 1963 te Straatsburg het verdrag opnieuw herzien.  
In het belangrijke Aanvullend Protocol nr. 2 wordt een nieuwe definitie van het beginsel van de vrijheid van scheepvaart gegeven, waarbij bovendien de voorwaarden waaronder personen en goederen op de Rijn vervoerd mogen worden zijn vastgesteld en het criterium van het toebehoren tot de Rijnvaart is vastgelegd.

## Enkele belangrijke reglementen
- 1850	Het eerste voorschrift met betrekking tot het vervoer van gevaarlijke stoffen.
- 1861	Het eerste Rijnvaartpolitiereglement.
- 1904 	Bepalingen met betrekking tot het vervoer van bijtende en giftige stoffen.
- 1905	Het eerste Reglement Onderzoek Schepen op de Rijn (ROSR)
- 1919	Bepalingen voor het vervoer van aardolie en raffinageproducten
- 1945 	Het eerste Reglement Rijnschipperspatenten.
- 1971	De eerste radarvoorschriften voor binnenschepen.
- 1979 	De Verordening voor het vervoer van gevaarlijke stoffen op de Rijn (ADNR).
- 1989 	Bepalingen met betrekking tot het toebehoren van schepen tot de Rijnvaart.
- 1996	Aangepast Rijnvaartpolitiereglement, het Reglement van Onderzoek en het ADNR.
- 1998 	Verdrag met betrekking tot de verwijdering van afvalstoffen.
- 1999	Reglement Rijnpatenten aangepast aan de technische ontwikkeling
- 1999	Oud-voor-nieuw regel
- 2003  De CCR-1 emissienorm voor de uitstoot van nieuwe motoren